# 罗素日
罗素日（藏語：ལོ་གཟུགས་རི།）是位于中华人民共和国西藏自治区山南市错那市境内的一座山峰，是中华人民共和国民政部第三批增补藏南地区公开使用地名中的一个。该地位于中国与印度领土争议地区，实际位置位于印度阿鲁纳恰尔邦西卡门县境内。